# Совет по финансовой стабильности
Совет по финансовой стабильности (англ. Financial Stability Board) — международная организация, созданная странами Большой индустриальной двадцатки на Лондонском саммите в апреле 2009 года.
Создан на базе Форума финансовой стабильности, существовавшего с 1999 года.
Основной целью организации является выявление слабых мест в области мировой финансовой стабильности, разработка и применение регулирующей и надзорной политики в этой сфере.
В частности, одним из направлений деятельности FSB стало составление и регулярное обновление списков системообразующих банков и страховых компаний, к которым предъявляются повышенные требования по устойчивости и надёжности, а также применяются усиленные меры надзора за их деятельностью,.

## Члены организации
В состав Совета входят представители национальных финансовых органов власти (центральных банков, надзорных органов, министерств финансов), международных финансовых институтов, комиссий экспертов центральных банков.

### Состав Совета
(на 23 июля 2009 года)
- Австралия

- Резервный банк Австралии
- Казначейство Австралии

- Аргентина

- Центральный банк Аргентинской Республики

- Бразилия

- Центральный банк Бразилии
- Comissão de Valores Mobiliários
- Ministério da Fazenda

- Великобритания

- Банк Англии
- Управление по финансовому регулированию и надзору Великобритании
- HM Treasury

- Германия

- Немецкий федеральный банк
- Федеральное управление финансового надзора Германии
- Федеральное министерство финансов Германии

- Гонконг

- Управление денежного обращения Гонконга

- Индия

- Резервный банк Индии
- Securities and Exchange Board of India
- Министерство финансов Индии

- Индонезия

- Банк Индонезии

- Испания

- Банк Испании
- Ministerio de Economía y Hacienda

- Италия

- Банк Италии
- Commissione Nazionale per le Società e la Borsa
- Ministero dell’Economia e delle Finanze

- Канада

- Банк Канады
- Office of the Superintendent of Financial Institutions
- Министерство финансов Канады

- КНР

- Народный банк Китая
- Комиссия по регулированию банковской деятельности Китая
- Министерство финансов КНР

- Республика Корея

- Банк Кореи
- Financial Services Commission

- Мексика

- Банк Мексики
- Secretaría de Hacienda y Crédito Público de México

- Нидерланды

- Банк Голландии
- Министерство финансов Нидерландов

- Россия

- Центральный банк Российской Федерации
- Федеральная служба по финансовым рынкам (упразднена в соот. с Указом Президента РФ от 25 июля 2013 года «Об упразднении Федеральной службы по финансовым рынкам, изменении и признании утратившим силу некоторых актов Президента Российской Федерации»)
- Министерство финансов Российской Федерации

- Саудовская Аравия

- Монетарное агентство Саудовской Аравии

- Сингапур

- Денежно-кредитное управление Сингапура

- США

- Совет управляющих Федеральной резервной системы США
- Комиссия по ценным бумагам и биржам
- Министерство финансов США

- Турция

- Центральный банк Турецкой Республики

- Франция

- Банк Франции
- Autorité des Marchés Financiers
- Ministère de l’Economie

- Швейцария

- Национальный банк Швейцарии
- Swiss Federal Department of Finance

- ЮАР

- Министерство финансов ЮАР

- Япония

- Банк Японии
- Агентство финансовых услуг
- Министерство финансов Японии

- Международные организации

- Банк международных расчётов
- Европейский центральный банк
- Европейская комиссия
- Международный валютный фонд
- Организация экономического сотрудничества и развития
- Всемирный банк

- Международные группы (ассоциации, комиссии, комитеты и пр.)

- Базельский комитет по банковскому надзору
- Committee on the Global Financial System (CGFS)
- Committee on Payment and Settlement Systems (CPSS)
- International Association of Insurance Supervisors (IAIS)
- Совет по Международным стандартам финансовой отчётности
- International Organization of Securities Commissions (IOSCO)

## Список системообразующих банков мира
В опубликованный в 2015 году список вошли следующие 30 институтов:
| Группа | Капитальная база | Банк                                            | Страна         | Группа (Капитальная база) в 2012 г. | В списке с |
| ------ | ---------------- | ----------------------------------------------- | -------------- | ----------------------------------- | ---------- |
| 5      | 3,5 %            | -                                               |                | -                                   |            |
| 4      | 2,5 %            | JPMorgan Chase & Co                             | США            | 4 (2,5 %)                           | 2011       |
| 4      | 2,5 %            | HSBC                                            | Великобритания | 4 (2,5 %)                           | 2011       |
| 3      | 2 %              | Barclays                                        | Великобритания | 3 (2 %)                             | 2011       |
| 3      | 2 %              | BNP Paribas                                     | Франция        | 3 (2 %)                             | 2011       |
| 3      | 2 %              | Citigroup                                       | США            | 4 (2,5 %)                           | 2011       |
| 3      | 2 %              | Deutsche Bank                                   | Германия       | 4 (2,5 %)                           | 2011       |
| 2      | 1,5 %            | Bank of America                                 | США            | 2 (1,5 %)                           | 2011       |
| 2      | 1,5 %            | Credit Suisse                                   | Швейцария      | 2 (1,5 %)                           | 2011       |
| 2      | 1,5 %            | Goldman Sachs                                   | США            | 2 (1,5 %)                           | 2011       |
| 2      | 1,5 %            | Mitsubishi UFJ FG                               | Япония         | 2 (1,5 %)                           | 2011       |
| 2      | 1,5 %            | Morgan Stanley                                  | США            | 2 (1,5 %)                           | 2011       |
| 1      | 1 %              | Agricultural Bank of China                      | Китай          | 1 (1 %)                             | 2014       |
| 1      | 1 %              | Bank of China                                   | Китай          | 1 (1 %)                             | 2011       |
| 1      | 1 %              | Bank of New York Mellon                         | США            | 2 (1,5 %)                           | 2011       |
| 1      | 1 %              | China Construction Bank                         | Китай          | -                                   | 2015       |
| 1      | 1 %              | Groupe BPCE                                     | Франция        | 1 (1 %)                             | 2011       |
| 1      | 1 %              | Group Crédit Agricole                           | Франция        | 1 (1 %)                             | 2011       |
| 1      | 1 %              | Industrial and Commercial Bank of China Limited | Китай          | -                                   | 2013       |
| 1      | 1 %              | ING Bank                                        | Нидерланды     | 1 (1 %)                             | 2011       |
| 1      | 1 %              | Mizuho Financial Group                          | Япония         | 1 (1 %)                             | 2011       |
| 1      | 1 %              | Nordea                                          | Швеция         | 1 (1 %)                             | 2011       |
| 1      | 1 %              | Royal Bank of Scotland                          | Великобритания | 2 (1,5 %)                           | 2011       |
| 1      | 1 %              | Santander                                       | Испания        | 1 (1 %)                             | 2011       |
| 1      | 1 %              | Société Générale                                | Франция        | 1 (1 %)                             | 2011       |
| 1      | 1 %              | Standard Chartered                              | Великобритания | 1 (1 %)                             | 2012       |
| 1      | 1 %              | State Street                                    | США            | 1 (1 %)                             | 2011       |
| 1      | 1 %              | Sumitomo Mitsui FG                              | Япония         | 1 (1 %)                             | 2011       |
| 1      | 1 %              | UBS                                             | Швейцария      | 2 (1,5 %)                           | 2011       |
| 1      | 1 %              | Unicredit Group                                 | Италия         | 1 (1 %)                             | 2011       |
| 1      | 1 %              | Wells Fargo                                     | США            | 1 (1 %)                             | 2011       |

## Список системообразующих страховых компаний
В 2016 году Совет опубликовал список системообразующих страховых компаний (англ. Global systemically important insurers (G-SIIs)). В него вошло 9 глобальных страховщиков:
- Aegon N.V.
- Allianz SE
- American International Group, Inc.
- Aviva plc
- Axa S.A.
- MetLife, Inc.
- Ping An Insurance (Group) Company of China, Ltd.
- Prudential Financial, Inc.
- Prudential plc.